# Почервоніння

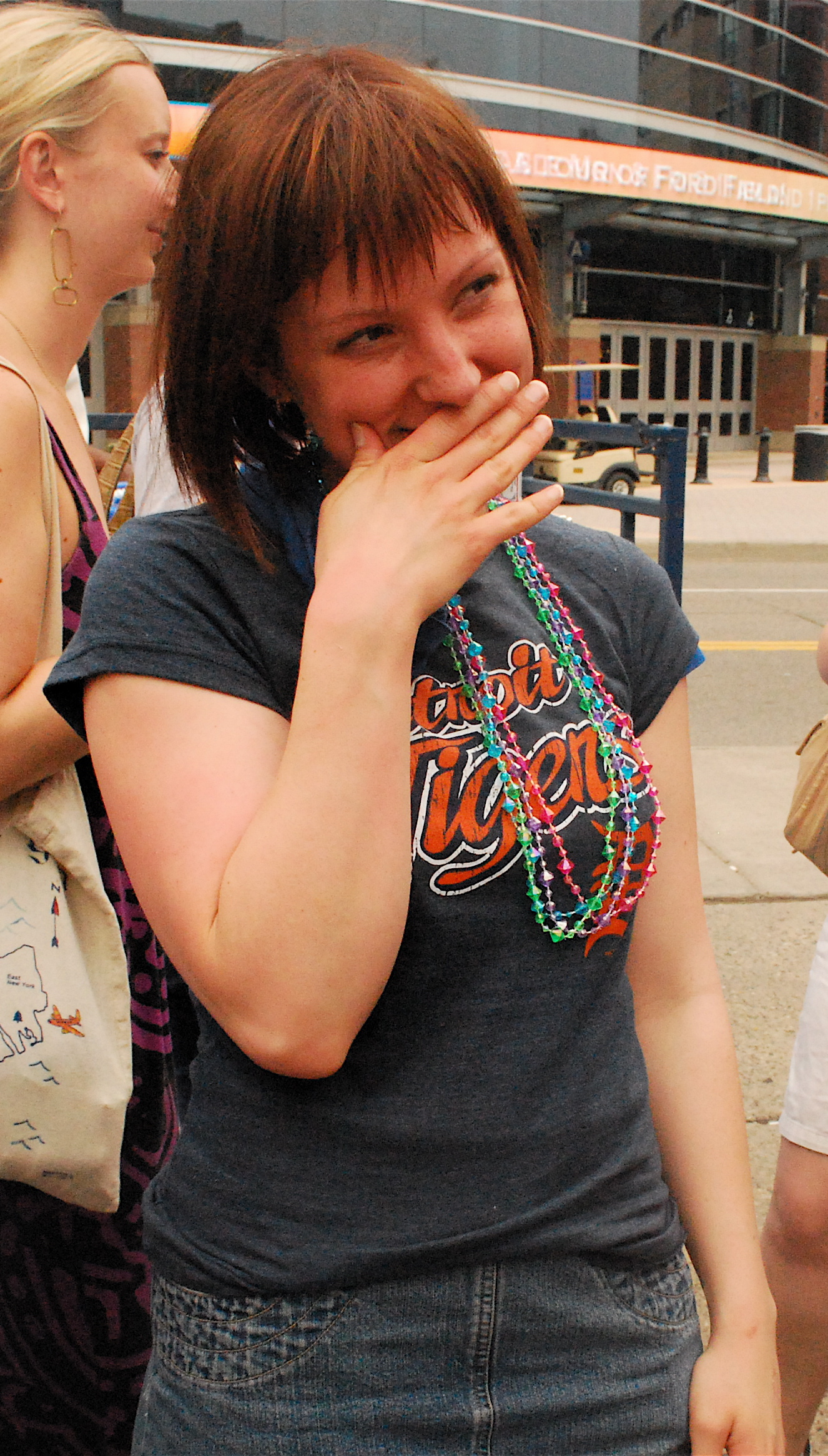
Жінка червоніє і закриває обличчя.

Рум'янець або ерубесценція — це почервоніння обличчя людини внаслідок психологічних причин. Зазвичай це відбувається мимовільно і викликається емоційним стресом, пов'язаним із пристрастю, збентеженням, сором'язливістю, страхом, гнівом або романтичним збудженням.
Сильне почервоніння часто трапляється у людей, які мають соціальну тривожність, коли людина відчуває надзвичайну та постійну тривожність у соціальних ситуаціях та ситуаціях продуктивності.

## Опис
Почервоніння зазвичай відрізняють, незважаючи на тісний фізіологічний зв'язок, від почервоніння, яке є більш інтенсивним і поширюється на більшу частину тіла, і рідко має психічне джерело. Ідіопатична краніофаціальна еритема — це медичний стан, при якому людина сильно червоніє без будь-якої провокації. Люди, які страждають соціальною фобією, особливо схильні до ідіопатичної краніофаціальної еритеми.

## Фізіологія
Рум'янець — це почервоніння щік і чола, викликане посиленням капілярного кровотоку в шкірі. Він також може поширюватися на вуха, шию та верхню частину грудей, область, яка називається «областю рум'ян».
Є дані про те, що область почервоніння анатомічно відрізняється за будовою. Шкіра обличчя, наприклад, має більше капілярних петель на одиницю площі і, як правило, більше судин на одиницю об'єму, ніж інші ділянки шкіри. Крім того, кровоносні судини щоки ширші в діаметрі, розташовані ближче до поверхні, і видимість менше звужена тканинною рідиною. Ці специфічні характеристики архітектури лицьових судин привели Вілкіна в огляді можливих причин почервоніння обличчя до такого висновку: «[…] підвищена ємність і більша видимість можуть пояснити обмежений розподіл почервоніння».
Докази спеціальних механізмів вазодилатації були представлені Мелландером та його колегами (Mellander, Andersson, Afzelius, & Hellstrand. 1982). Вони вивчали букальні сегменти вен людини на обличчі in vitro. На відміну від вен з інших ділянок шкіри, вени на обличчі реагували активним міогенним скороченням на пасивне розтягування і, отже, змогли розвинути внутрішній базальний тонус. Крім того, Mellander et al. показали, що вени в цій специфічній області також забезпечені бета- адренорецепторами на додаток до звичайних альфа-адренорецепторів. Ці бета-адренорецептори можуть впливати на механізм розширення вищеописаного базального тонусу шкірного венозного сплетення обличчя. Мелландер і його колеги припускають, що цей механізм бере участь в емоційному почервонінні. Драммонд частково підтвердив цей ефект експериментами з фармакологічним блокуванням (Drummond. 1997). У ряді досліджень він блокував як альфа-адренорецептори (з фентоламіном), так і бета-адренорецептори (з пропранололом, введеним черезшкірно за допомогою іонофорезу). Почервоніння вимірювали на лобі за допомогою двоканального лазерного доплерівського флоуметра. Суб'єкти були студентами бакалаврату, розділених на часті та рідкісні червоніють відповідно до самооцінки. Їхній середній вік становив 22,9 року, що особливо сприятливо для оцінки почервоніння, оскільки молоді суб'єкти частіше червоніють і червоніють інтенсивніше. Піддослідні пройшли кілька процедур, одна з яких була спрямована на почервоніння. Альфа-адренергічна блокада фентоламіном не мала впливу на кількість почервоніння при частому або рідкісному почервонінні, що вказує на те, що вивільнення симпатичного вазоконстрикторного тонусу суттєво не впливає на почервоніння. Цей результат був очікуваним, оскільки відомо, що вазоконстрикторний тонус в області обличчя загалом низький (van der Meer. 1985). З іншого боку, бета-адренергічна блокада пропранололом зменшила почервоніння як при частому, так і при рідкому почервонінні. Однак, незважаючи на повну блокаду, кровотік все ще значно збільшився під час процедури збентеження та почервоніння. Тому повинні бути задіяні додаткові вазодилататорні механізми.

## Психологія
Чарлз Дарвін присвятив 13-й розділ своєї праці 1872 року «Вираження емоцій у людини і тварин» складним емоційним станам, включаючи увагу до себе, сором, сором'язливість, скромність і почервоніння. Він описав почервоніння як «…найособливіший і найбільш людський з усіх проявів».
Crozier (2010) припустив кілька різних психологічних і психофізіологічних механізмів почервоніння: «Пояснення, яке наголошує на помітності рум'ян, припускає, що коли ми відчуваємо сором, ми повідомляємо про свої емоції іншим і таким чином посилаємо їм важливий сигнал. Це говорить їм щось про нас. Це показує, що нам соромно чи збентежені, що ми розуміємо, що щось не на місці. Це показує, що нам шкода про це. Це показує, що ми хочемо все виправити. Червоніти від натяків — це продемонструвати усвідомлення його наслідків і проявити скромність, яка свідчить про те, що ви не нахабні чи безсоромні. Рум'яна є особливо ефективним сигналом, оскільки вони мимовільні та неконтрольовані. Звичайно, червоніти може бути небажаними, [але] це коштує для вас рум'яна в певних випадках переважують довгострокові переваги від того, що вас вважають прихильником до групи, і загальні переваги, які надає рум'яна: справді, витрати можуть підвищити сприйману цінність сигналу». Щоб запобігти або зменшити почервоніння, можна використати низку прийомів.
Salzen (2010) припустив, що почервоніння та почервоніння були проявами фізіологічного впливу інстинктивного механізму боротьби/втечі, коли ні конфронтація, ні відступ неможливі.

## Подальше читання
- Вікерс, С., MyBlushingCure.com: безкоштовна інформація від колишнього рум'янцю, австралійський видавець, 2012
- Crozier, WR, Blushing and the Social Emotions: The Self Unmasked, Basingstoke, Palgrave Macmillan, 2006.ISBN 1-4039-4675-2
- Міллер, RS, Збентеження: врівноваженість і небезпека в повсякденному житті, Guilford Press, 1997.ISBN 1-57230-247-X
- Ядресіч, Е., Коли червоніти боляче: подолання ненормального почервоніння обличчя (2-е видання, розширене та переглянуте), iUniverse, 2014.ISBN 978-1491750285.
- Daniels B. W Understanding Uncontrollable Facial Blushing, Neptune, Elizabeth Stewart, 2010.
- Канал ESFB [Архівовано 18 січня 2019 у Wayback Machine.] </link> — Інтернет-спільнота для людей, які страждають від почервоніння обличчя, надмірної пітливості, розацеа та соціальної фобії
- — Червоніючи у Платона